# Carlos Botelho (médico)
Carlos José de Arruda Botelho, mais conhecido como Carlos Botelho (Piracicaba, 14 de maio de 1855 – São Carlos, 20 de março de 1947), foi um médico, político, agricultor e colonizador brasileiro, primogênito de Antônio Carlos Botelho, o Conde do Pinhal.
Começou seus primeiros estudos no tradicional Colégio de Itu, dos jesuítas, em 1867. Nesse ano mudou-se para o Rio de Janeiro onde continuou os seus estudos cursando até o 2º ano da Faculdade de Medicina. Em 1875 viajou para a França, matriculando-se no 3º ano da Faculdade de Medicina de Paris, onde recebeu o grau de Doutor em Medicina, no ano de 1878, tendo-se especializado em cirurgia. Pouco depois de seu regresso da França, casou-se no Rio de Janeiro com Constança de Brito Souza Filgueiras.
Fixando-se em São Paulo, ficou reconhecido como um cirurgião de muitos recursos, introduzindo nos hospitais de São Paulo o que aprendera na França.
Dedicou-se, em sua atividade médica, às vias urinárias. O urologista paulista Costa Manso assim se referiu a ele:

Carlos Botelho foi, sem dúvida, o pioneiro da urologia paulista, o mais hábil especialista em questões urinárias; o nome unanimemente indicado para a regência da cátedra de vias urinárias das várias escolas médicas projetadas naqueles passados tempos.
Foi o primeiro diretor clínico da Santa Casa de Misericórdia de São Paulo e um dos fundadores da Sociedade de Medicina e Cirurgia de São Paulo.
No governo de Jorge Tibiriçá, Presidente do Estado de São Paulo de 1904 a 1908, ocupou a pasta da Secretaria da Agricultura, que então compreendia também as de Comércio, Obras Públicas, Viação, Navegação e Iluminação.
Foi eleito senador por São Paulo em 1919, sendo reeleito em 1927.
Algumas das principais ruas com nomes significativos em múltiplas cidades o envolvem, como a Avenida Doutor Carlos Botelho, na cidade de São Carlos, em São Paulo.